# Huonkatvogel
De huonkatvogel (Ailuroedus astigmaticus) is een van de meer dan twintig soorten prieelvogels. De soort werd in 1931 door de evolutiebioloog Ernst Mayr als ondersoort  (Ailuroedus melanotis astigmaticus) van de zwartoorkatvogel beschreven. Volgens onderzoek gepubliceerd in 2016 is status als soort verdedigbaar.

## Kenmerken
De vogel is gemiddeld 29 cm lang en lijkt sterk op de zwartoorkatvogel. De kruin is zwart en de buik is iets lichter groen dan die van de zwartoorkatvogel.

## Verspreiding en leefgebied
De soort komt voor in montaan tropisch bos op het Huonschiereiland (Papoea-Nieuw-Guinea) op hoogten tussen de 600 en 2000 meter boven zeeniveau.
Als afgesplitste soort komt de soort niet voor op de Rode Lijst van de IUCN.